# Artéria colateral ulnar inferior
A artéria colateral ulnar inferior é uma artéria que vasculariza o membro superior. É ramo da artéria braquial.